# 丸山昭
丸山 昭（まるやま あきら、1930年11月14日 - 2016年12月15日）は、日本の漫画編集者。『少女クラブ』編集長、講談社取締役を務めた。山梨県甲府市出身。学習院大学文学部哲学科卒業。
1950年代から1960年代にかけて、手塚治虫担当の編集者を務めた。初期のトキワ荘に住む漫画家を発掘、担当を務めて、数々の新人を育て上げた編集者でもある。藤子不二雄Aの自伝漫画『まんが道』にも「編集長の丸池」として登場する。
育てた漫画家として、石ノ森章太郎、赤塚不二夫、水野英子らがいる。

## 来歴
1953年（昭和28年）、大日本雄弁会講談社（現・講談社）に入社。1954年（昭和29年）、『少女クラブ』編集部配属となり、当時「リボンの騎士」を連載していた手塚治虫の担当となり、以後、手塚番を6年務めた。
1955年（昭和30年）8月、手塚治虫を訪ねてきた石ノ森章太郎（当時は石森章太郎）、赤塚不二夫、長谷邦夫に偶然出会う。後に石ノ森、赤塚担当となり、トキワ荘に住む漫画家達との交流が始まる。このころ、水野英子の投稿作に注目し、後にトキワ荘に水野を呼び寄せ、育て上げる。
1958年（昭和33年）、『ぼくら』編集部に異動。翌1959年（昭和34年）には、『少女クラブ』編集長となる。
1967年（昭和42年）、講談社フェーマススクールズの設立に参加し、同社の取締役となる。
1981年（昭和56年）1月13日、手塚治虫が中心になり、トキワ荘のかつての居住者らが集まりトキワ荘の同窓会（「同荘会」と呼称）が開かれ、漫画家以外では唯一の参加者となる。その模様はNHK特集『わが青春のトキワ荘～現代マンガ家立志伝～』として同年5月25日に放送されたが、丸山は映っていない。
1998年（平成10年）、講談社を退社。
2001年（平成13年）、トキワ荘グループの漫画家を育てた功績に対して、第5回手塚治虫文化賞特別賞が授与された。
2002年（平成14年）、「私の八月十五日」の会に参加する。
2000年代後半には、かつての漫画編集者を取材し、江東区森下文化センターで元編集者や漫画家を招いて講演会を開いて、現場の記録を残す活動をおこなっていた。
2016年（平成28年）、大腸癌のため死去、満86歳没。

## 人物像
- 漫画家の水野英子は、1970年代に現場のことを理解していない編集者が多く、原稿がゴミのように捨てられるケースが多い中、丸山はきちんと原稿を戻してくれたと語っている[12]。

## 関係する漫画家
- 手塚治虫
- 石ノ森章太郎
- 赤塚不二夫
- 長谷邦夫
- 水野英子
- 藤子不二雄
  - 藤子・F・不二雄
  - 藤子 不二雄Ⓐ
- うしおそうじ
- ちばてつや
- 松本零士
- 牧美也子
- 木山シゲル
- 高井研一郎
- 大野豊
- 井上智
- 鈴木伸一
- 森安なおや
- よこたとくお
- つのだじろう
- 横山孝雄
- 寺田ヒロオ
- 園山俊二
- 高橋真琴
- 東浦美津夫

## 著書
- 『まんがのカンヅメ―手塚治虫とトキワ荘の仲間たち』ほるぷ出版、1993年
  - 増訂版『トキワ荘実録―手塚治虫と漫画家たちの青春』小学館〈小学館文庫〉、1999年
- 『トキワ荘青春物語』（共著）蝸牛社、1995年